# Avgift
Avgift innebär ett pris för en tjänst. Begreppet används både inom den privata sektorn och den offentliga sektorn. 
Inom den offentliga sektorn är den huvudsakliga skillnader mellan avgifter och skatter att avgifterna är kopplade till en motprestation eller nyttighet, medan skatterna saknar en sådan koppling. Sjukförsäkringsavgiften ger exempelvis en rätt till sjukersättning. 

## Exempel på avgifter
- Fast avgift
- Rörlig avgift
- Anslutningsavgift
- Arbetsgivaravgift
- Fakturaavgift
- Fastighetsavgift
- Förseningsavgift
- Inkassoavgift
- Påminnelseavgift
- Tullavgift
- Uppmaningsavgift
- Uppkopplingsavgift
- Uppläggningsavgift
- Övertrasseringsavgift